# Huscarl
Un huscarlo o uscarlo (in norreno huscarl, lett. "uomo di casa"; in inglese housecarl) è un membro della guardia del corpo dei re scandinavi nel corso dell'Antichità e del Medioevo.
Il termine originario norreno, huscarl (o huskarl) aveva il significato letterale di "uomo di casa", ovvero uomo armato a difesa di una specifica casa, la propria o quella di qualcun altro da cui fosse stato assoldato. In origine erano probabilmente compensati con la cessione di una parte consistente del bottino di guerra. In seguito costituirono il corpo professionale dell'esercito dei regni scandinavi, mentre il resto della truppa, a parte occasionali mercenari, era composto da milizie e leve di contadini. Erano armati con la grande ascia danese ed arrivarono ad essere circa 2.000 in un singolo regno.
Con l'arrivo dei Variaghi nelle terre dell'attuale Russia (IX secolo), gli huscarli diedero probabilmente origine alla locale druzhina, guardia del corpo dei capi slavi. Parimenti, i contatti tra i vichinghi norvegesi ed i Gaelo-Scozzesi delle Isole Ebridi diede origine ai clan guerrieri dei Gallowglass. Nei regni d'Inghilterra, gli huscarli furono introdotti dal sovrano danese Canuto il Grande (1017), fornendo poi il modello su cui vennero costituiti gli eserciti professionali stabili degli Anglosassoni. Arrivarono a costituire una forza di circa 3000 uomini, ospitati e nutriti a spese del re, il cui soldo venne pagato con un'imposta speciale. In tempo di pace svolsero anche compiti amministrativi, ma il loro principale compito rimaneva la guerra e la difesa personale del re.
Il loro tramonto, in Occidente, giunse con la battaglia di Hastings del 1066, nella quale la maggior parte degli huscarli trovò la morte. In seguito, insieme ad altri Sassoni, alcuni dei sopravvissuti si spostarono fino a Costantinopoli, dove entrarono a far parte della "Guardia variaga", preposta alla sicurezza personale dell'imperatore bizantino (basileus), già usa ad assoldare mercenari vichinghi.

## Equipaggiamento
In quanto "campioni" del Re, gli huscarli si equipaggiavano con quanto di meglio la civiltà germanica settentrionale poteva fornire ai suoi guerrieri: cotta di maglia, elmo, fibbie e stivali in cuoio di buona fattura. Loro arma distintiva, vero e proprio simbolo degli huscarli, era la grande scure da guerra Långyxa (volgarmente nota come "ascia danese"), il cui manico era un astile ligneo di almeno 90 cm e la cui "testa" vantava una superficie tagliente di 20–30 cm.

## Nella cultura di massa

### Videogiochi
- Nel videogioco "Age of Empires II", gli huscarl sono unità riservate ai goti, con grande resistenza ai danni da perforazione come frecce.
- Nel videogioco "Age of Mithology", gli huscarl sono unità riservate ai norreni, utili solo contro gli arcieri.